# Primera Divisió 2020-2021
La Primera Divisió 2020-2021 è stata la 26ª edizione della massima serie del campionato andorrano di calcio, iniziata il 29 novembre 2020 e terminata il 23 maggio 2021. L'Inter Escaldes, squadra campione in carica, ha conquistato il titolo per la seconda volta nella sua storia, la seconda consecutiva.

## Stagione

### Novità
Al termine della passata stagione, l'Ordino ha chiuso all'ultimo posto ed è stato retrocesso in Segona Divisió; al suo posto è stato promosso il Penya Encarnada, campione della Segona Divisió 2019-2020.

### Formula
Al campionato, diviso in una fase di stagione regolare e in una fase di play-off, prendono parte otto club. Durante la stagione regolare le squadre si affrontano due volte, invece di tre, per un totale di 14 partite, a causa del ritardo dell'inizio della competizione per via della pandemia di COVID-19.
Al termine di questa fase le prime quattro classificate disputano fra loro un girone di play-off con gare di andata e ritorno.
Le ultime quattro classificate del campionato si affrontano invece fra loro in un girone di play-out per stabilire le due retrocessioni: l'ultima classificata è retrocessa direttamente in Segona Divisió mentre la penultima sfida la seconda classificata del campionato di Segona Divisió per ottenere l'ultimo posto disponibile nella massima serie.
Le squadre qualificate alle coppe europee sono tre: la vincente si qualifica per il turno preliminare dell'UEFA Champions League 2021-2022, la seconda classificata e la vincitrice della Copa Constitució 2021 si qualificano per il primo turno di qualificazione della UEFA Europa Conference League 2021-2022.

## Squadre partecipanti
| Squadra          | Città               | Stadio                            | Stagione precedente         |
| ---------------- | ------------------- | --------------------------------- | --------------------------- |
| Atlètic Escaldes | Escaldes-Engordany  | Estadi Comunal d'Aixovall         | 6º posto in Primera Divisió |
| Carroi           | Andorra la Vella    | Estadi Comunal d'Aixovall         | 7º posto in Primera Divisió |
| Engordany        | Escaldes-Engordany  | Estadi Comunal d'Andorra la Vella | 3º posto in Primera Divisió |
| FC Santa Coloma  | Santa Coloma        | Estadi Comunal d'Andorra la Vella | 2º posto in Primera Divisió |
| Inter Escaldes   | Escaldes-Engordany  | Estadi Comunal d'Andorra la Vella | Campione d'Andorra          |
| Penya Encarnada  | Andorra la Vella    | Estadi Comunal d'Andorra la Vella | 1º posto in Segona Divisió  |
| Sant Julià       | Sant Julià de Lòria | Estadi Comunal d'Andorra la Vella | 4º posto in Primera Divisió |
| UE Santa Coloma  | Santa Coloma        | Estadi Comunal d'Andorra la Vella | 5º posto in Primera Divisió |

## Prima fase

### Classifica finale
|  | Pos. | Squadra          | Pt | G  | V | N | P  | GF | GS | DR  |
|  | ---- | ---------------- | -- | -- | - | - | -- | -- | -- | --- |
|  | 1.   | Inter Escaldes   | 26 | 14 | 7 | 5 | 2  | 22 | 7  | +15 |
|  | 2.   | FC Santa Coloma  | 24 | 14 | 6 | 6 | 2  | 22 | 13 | +9  |
|  | 3.   | Sant Julià       | 24 | 14 | 7 | 3 | 4  | 27 | 20 | +7  |
|  | 4.   | Atlètic Escaldes | 23 | 14 | 6 | 5 | 3  | 25 | 12 | +13 |
|  | 5.   | Engordany        | 22 | 14 | 5 | 7 | 2  | 25 | 16 | +9  |
|  | 6.   | UE Santa Coloma  | 20 | 14 | 6 | 2 | 6  | 19 | 15 | +4  |
|  | 7.   | Penya Encarnada  | 7  | 14 | 2 | 1 | 11 | 10 | 47 | -37 |
|  | 8.   | Carroi           | 7  | 14 | 2 | 1 | 11 | 8  | 28 | -20 |

Legenda:
      Ammesse ai play-off
      Ammesse ai play-out
Note:
Tre punti a vittoria, uno a pareggio, zero a sconfitta.
La classifica viene stilata secondo i seguenti criteri:
- Punti conquistati
- Punti conquistati negli scontri diretti
- Differenza reti negli scontri diretti
- Reti realizzate negli scontri diretti
- Differenza reti generale
- Reti totali realizzate

### Risultati
|                  | ACE  | Car  | Eng  | FCS  | ICE  | Pen  | SJu  | UES  |
| ---------------- | ---- | ---- | ---- | ---- | ---- | ---- | ---- | ---- |
| Atletic Escaldes | –––– | 2-1  | 3-3  | 0-2  | 2-1  | 3-0  | 1-1  | 0-0  |
| Carroi           | 0-2  | –––– | 0-2  | 0-3  | 2-0  | 0-3  | 0-3  | 1-3  |
| Engordany        | 1-1  | 1-1  | –––– | 2-2  | 0-2  | 5-0  | 3-0  | 2-0  |
| FC Santa Coloma  | 0-2  | 1-2  | 2-2  | –––– | 1-1  | 3-0  | 2-2  | 1-0  |
| Inter Escaldes   | 0-0  | 2-0  | 0-0  | 1-1  | –––– | 6-0  | 3-1  | 0-0  |
| Penya Encarnada  | 0-8  | 3-0  | 1-1  | 0-2  | 0-1  | –––– | 0-3  | 1-2  |
| Sant Julià       | 2-1  | 2-1  | 1-2  | 1-1  | 0-2  | 6-2  | –––– | 3-1  |
| UE Santa Coloma  | 1-0  | 1-0  | 3-1  | 0-1  | 0-3  | 7-0  | 1-2  | –––– |

## Seconda fase
Le squadre mantengono i punti conquistati nella prima fase e si sfidano tra di loro in gare di andata e ritorno.

### Play-off

#### Classifica finale
|                    | Pos. | Squadra          | Pt | G  | V  | N | P | GF | GS | DR  |
| ------------------ | ---- | ---------------- | -- | -- | -- | - | - | -- | -- | --- |
| Andorra (bandiera) | 1.   | Inter Escaldes   | 39 | 20 | 11 | 6 | 3 | 34 | 11 | +23 |
|                    | 2.   | Sant Julià       | 34 | 20 | 10 | 4 | 6 | 33 | 24 | +9  |
|                    | 3.   | FC Santa Coloma  | 32 | 20 | 8  | 8 | 4 | 28 | 19 | +9  |
|                    | 4.   | Atlètic Escaldes | 25 | 20 | 6  | 7 | 7 | 29 | 26 | +3  |

Legenda:
      Campione di Andorra e ammessa alla UEFA Champions League 2021-2022
      Ammessa alla UEFA Europa Conference League 2021-2022
Regolamento:
Tre punti a vittoria, uno a pareggio, zero a sconfitta.
La classifica viene stilata secondo i seguenti criteri:
- Punti conquistati
- Punti conquistati negli scontri diretti
- Differenza reti negli scontri diretti
- Reti realizzate negli scontri diretti
- Differenza reti generale
- Reti totali realizzate

#### Risultati
|                  | ACE  | FCS  | ICE  | SJu  |
| ---------------- | ---- | ---- | ---- | ---- |
| Atletic Escaldes | –––– | 1-3  | 1-4  | 0-1  |
| FC Santa Coloma  | 0-0  | –––– | 1-2  | 1-0  |
| Inter Escaldes   | 4-0  | 1-1  | –––– | 1-0  |
| Sant Julià       | 2-2  | 2-0  | 1-0  | –––– |

### Play-out

#### Classifica finale
|  | Pos. | Squadra         | Pt | G  | V | N | P  | GF | GS | DR  |
|  | ---- | --------------- | -- | -- | - | - | -- | -- | -- | --- |
|  | 5.   | Engordany       | 33 | 20 | 8 | 9 | 3  | 43 | 30 | +13 |
|  | 6.   | UE Santa Coloma | 30 | 20 | 9 | 3 | 8  | 44 | 27 | +17 |
|  | 7.   | Carroi          | 19 | 20 | 5 | 4 | 11 | 20 | 34 | -14 |
|  | 8.   | Penya Encarnada | 7  | 20 | 2 | 1 | 17 | 14 | 74 | -60 |

Legenda:
 Ammessa allo spareggio promozione-retrocessione
      Retrocessa in Segona Divisió 2021-2022
Regolamento:
Tre punti a vittoria, uno a pareggio, zero a sconfitta.
La classifica viene stilata secondo i seguenti criteri:
- Punti conquistati
- Punti conquistati negli scontri diretti
- Differenza reti negli scontri diretti
- Reti realizzate negli scontri diretti
- Differenza reti generale
- Reti totali realizzate

#### Risultati
|                 | Car  | Eng  | Pen  | UES  |
| --------------- | ---- | ---- | ---- | ---- |
| Carroi          | –––– | 1-1  | 3-0  | 3-2  |
| Engordany       | 1-1  | –––– | 4-3  | 2-5  |
| Penya Encarnada | 1-3  | 0-4  | –––– | 0-4  |
| UE Santa Coloma | 1-1  | 4-6  | 9-0  | –––– |

### Spareggio
Lo spareggio per un posto in Primera Divisió viene giocato tra la terza classificata dei play-out e la seconda classificata ai play-off promozione della Segona Divisió.
|               |       |               | Città e data                     |
| ------------- | ----- | ------------- | -------------------------------- |
| FS La Massana | 0 - 2 | Carroi        | Andorra la Vella, 29 maggio 2021 |
| Carroi        | 3 - 1 | FS La Massana | La Massana, 2 giugno 2021        |